# Колиньи (кантон)
Колиньи́ (фр. Coligny) — кантон во Франции, находится в регионе Рона — Альпы, департамент Эн. Входит в состав округа Бурк-ан-Брес.
Код INSEE кантона — 0111. Всего в кантон Колиньи входят 9 коммун, из них главной коммуной является Колиньи.

## Коммуны кантона
| Коммуна   | Население, чел | Почтовый индекс | Код INSEE |
| --------- | -------------- | --------------- | --------- |
| Бени      | 613            | 01370           | 01038     |
| Бопон     | 492            | 01270           | 01029     |
| Вержон    | 192            | 01270           | 01432     |
| Вильмотье | 455            | 01270           | 01445     |
| Донсюр    | 403            | 01270           | 01147     |
| Колиньи   | 1091           | 01270           | 01108     |
| Марбо     | 2164           | 01851           | 01232     |
| Пиражу    | 299            | 01270           | 01296     |
| Салавр    | 285            | 01270           | 01391     |

## Население
Население кантона на 1999 год составляло 9531 человек.
| 1962 | 1968 | 1975 | 1982 | 1990 | 1999 | 2006 | 2007 |
| ---- | ---- | ---- | ---- | ---- | ---- | ---- | ---- |
| 5218 | 5704 | 5347 | 5563 | 5792 | 5994 | -    | -    |